# Bilbao
Bilbao (/bɪlˈbaʊ, -ˈbɑːoʊ/, hoặc US: /-ˈbeɪoʊ/, tiếng Tây Ban Nha: [bilˈβao]; tiếng Basque: Bilbo [bilβo]) là một thành phố ở phía bắc Tây Ban Nha, là thành phố lớn nhất trong các tỉnh của Biscay và toàn bộxứ Basque. Đây cũng là thành phố lớn nhất ở phía bắc Tây Ban Nha. Bilbao là thành phố lớn thứ mười ở Tây Ban Nha, với dân số 345.141 tính đến năm 2015. Vùng đô thị Bilbao có 1.037.847 cư dân, làm cho nơi đây trở thành một trong những đô thị đông dân nhất ở phía bắc Tây Ban Nha; với dân số 875.552 Greater Bilbao là khu đô thị lớn thứ năm ở Tây Ban Nha. Bilbao cũng là khu đô thị chính ở nơi được định nghĩa là Xứ Basque.
Bilbao nằm ở trung tâm phía bắc của Tây Ban Nha, cách một số 16 kilômét (10 mi) về phía nam Vịnh Biscay, đầu cửa sông Bilbao. Phần trung tâm bao quanh bởi hai dãy núi nhỏ với độ cao trung bình là 400 mét (1.300 ft) Khí hậu ở đây định hình bằng hệ thống áp suất thấp của Vịnh Biscay và không khí ôn hòa, nhiệt độ mùa hè theo tiêu chuẩnIberia, với ánh nắng mặt trời thấp và lượng mưa cao. Phạm vi nhiệt độ hàng năm thấp so với vĩ độ.
Sau khi được thành lập vào đầu thế kỷ 14 bởi Diego López V de Haro, người đứng đầu gia tộc  Haro quyền lực, Bilbao là một trong những trung tâm thương mại của Xứ Basque có tầm quan trọng đáng kể trong Crown of Castile. Chủ yếu do hoạt động cảng phát triển mạnh dựa trên việc xuất khẩu các mặt hàng len và sắt được khai thác từ các mỏ đá Biscayan chuyển đến khắp Châu Âu. Trong suốt thế kỷ 19 và đầu thế kỷ 20, Bilbao trải qua quá trình công nghiệp hóa nặng nề, khiến nơi đây trở thành trung tâm của khu vực công nghiệp hóa thứ hai của Tây Ban Nha, sau Barcelona. Đồng thời, sự bùng nổ dân số bất thường đã thúc đẩy việc sáp nhập một số thành phố trực thuộc trung ương liền kề. Ngày nay, Bilbao là một thành phố dịch vụ mạnh mẽ đang trải qua một quá trình hồi sinh xã hội, kinh tế và thẩm mỹ liên tục, bắt đầu từ Bảo tàng Guggenheim Bilbao, và nối tiếp bằng các khoản đầu tư vào cơ sở hạ tầng, chẳng hạn như nhà ga sân bay, tàu điện ngầm, tàu điện trời, Azkuna Zentroa, và các dự án Abandoibarra và Zorrozaurre hiện đang được phát triển
Bilbao cũng là quê hương của đội bóng đáAthletic Club, một biểu tượng quan trọng cho chủ nghĩa dân tộc Basque do chỉ quảng bá các cầu thủ xứ Basque và là một trong những câu lạc bộ thành công nhất trong lịch sử bóng đá Tây Ban Nha.
Ngày 19 tháng 5 năm 2010, chính quyền thành phố Singapore với sự cộng tác củaHọc viện Nobel của Thụy Điển đã trao Giải thưởng Thành phố cấp Thế giới Lý Quang Diệu, tương tự như Giải Nobel cho chủ nghĩa đô thị, cho thành phố Bilbao. Giải thưởng đã được trao ngày 29 tháng 6 năm 2010. Ngày 7 tháng 1 năm 2013, thị trưởng Iñaki Azkuna đã nhận Giải thưởng Thị trưởng Thế giới, được trao hai năm một lần bởi Tổ chức Thị trưởng Thành phố nước Anh, nhằm ghi nhận sự chuyển đổi đô thị mà thủ đô Biscayan đã trải qua kể từ những năm 1990. Ngày 8 tháng 11 năm 2017, Bilbao đã được chọn là Thành phố Châu Âu Tốt nhất năm 2018 tại Giải thưởng Đô thị học 2018, do tổ chức quốc tế The Academy of Urbanism trao tặng.

### Các quận
| Số | Quận                  | Lân cận | Khu vực (km2) | Dân số (2009) | Vị trí                                                                                   |
| -- | --------------------- | --- | ------------- | ------------- | ---------------------------------------------------------------------------------------- |
| 1  | Deusto                | Arangoiti, Ibarrekolanda, San Ignacio-Elorrieta, và San Pedro de Deusto-La Rivera.                                     | 4.95          | 51,656        | Deusto Uribarri Otxarkoaga- Txurdinaga Begoña Ibaiondo Abando Errekalde Basurto- Zorroza |
| 2  | Uribarri              | Castaños, Matiko-Ciudad Jardín, Uribarri, và Zurbaran-Arabella.                                                        | 4.19          | 38,335        | Deusto Uribarri Otxarkoaga- Txurdinaga Begoña Ibaiondo Abando Errekalde Basurto- Zorroza |
| 3  | Otxarkoaga-Txurdinaga | Otxarkoaga và Txurdinaga.                                                                                              | 3.90          | 28,518        | Deusto Uribarri Otxarkoaga- Txurdinaga Begoña Ibaiondo Abando Errekalde Basurto- Zorroza |
| 4  | Begoña                | Begoña, Bolueta, và Santutxu.                                                                                          | 1.77          | 43,030        | Deusto Uribarri Otxarkoaga- Txurdinaga Begoña Ibaiondo Abando Errekalde Basurto- Zorroza |
| 5  | Ibaiondo              | Atxuri, Bilbao La Vieja, Casco Viejo, Iturralde, La Peña, Miribilla, San Adrián, San Francisco, Solokoetxe, và Zabala. | 9.65          | 61,029        | Deusto Uribarri Otxarkoaga- Txurdinaga Begoña Ibaiondo Abando Errekalde Basurto- Zorroza |
| 6  | Abando                | Abando và Indautxu. | 2.14          | 51,718        | Deusto Uribarri Otxarkoaga- Txurdinaga Begoña Ibaiondo Abando Errekalde Basurto- Zorroza |
| 7  | Errekalde             | Amezola, Iralabarri, Iturrigorri-Peñascal, Errekaldeberri-Larraskitu, và Uretamendi.                                   | 6.96          | 47,787        | Deusto Uribarri Otxarkoaga- Txurdinaga Begoña Ibaiondo Abando Errekalde Basurto- Zorroza |
| 8  | Basurto-Zorroza       | Altamira, Basurto, Olabeaga, Masustegi-Monte Caramelo, và Zorrotza.                                                    | 7.09          | 33,658        | Deusto Uribarri Otxarkoaga- Txurdinaga Begoña Ibaiondo Abando Errekalde Basurto- Zorroza |

## Những danh thắng chính

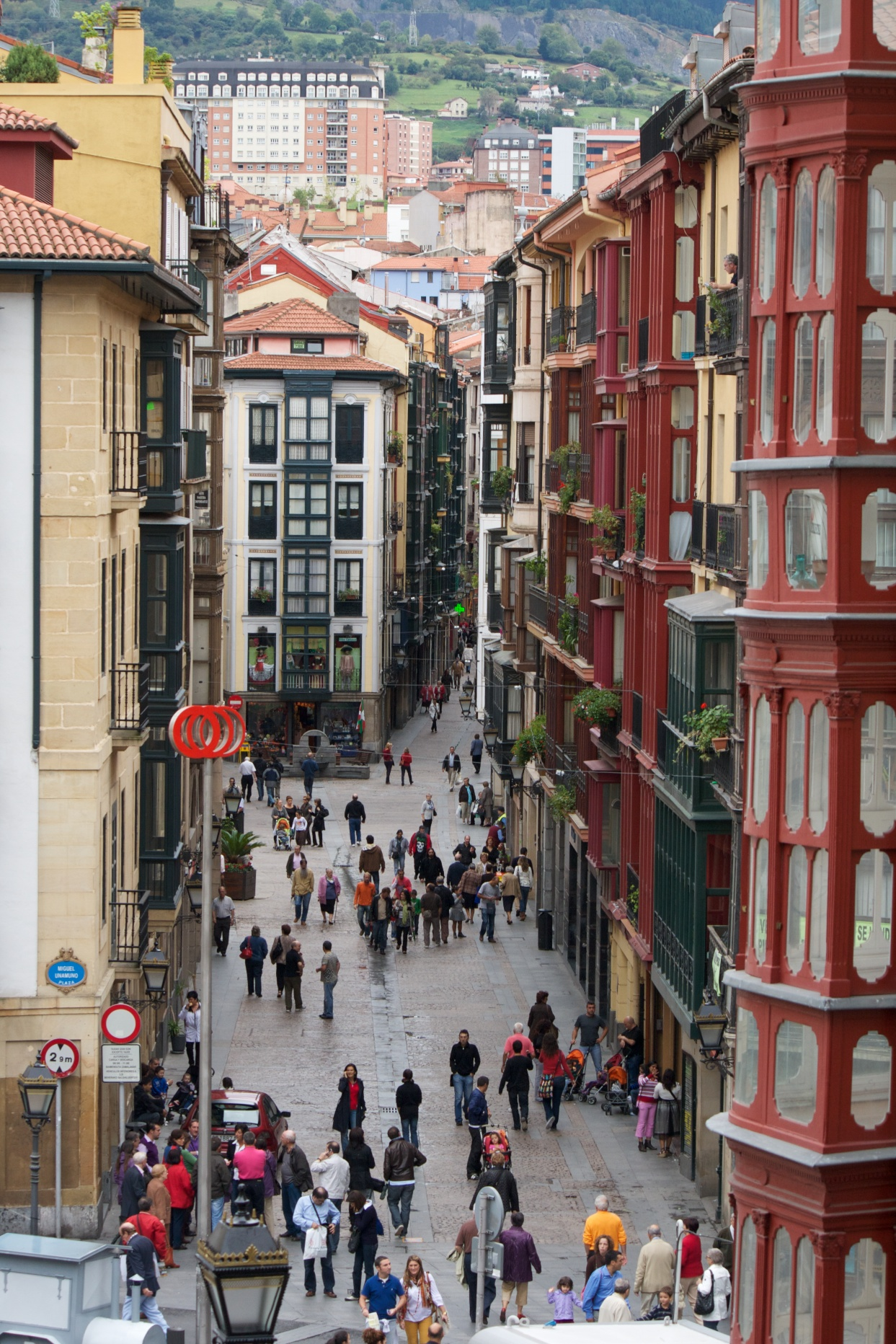
Casco Viejo
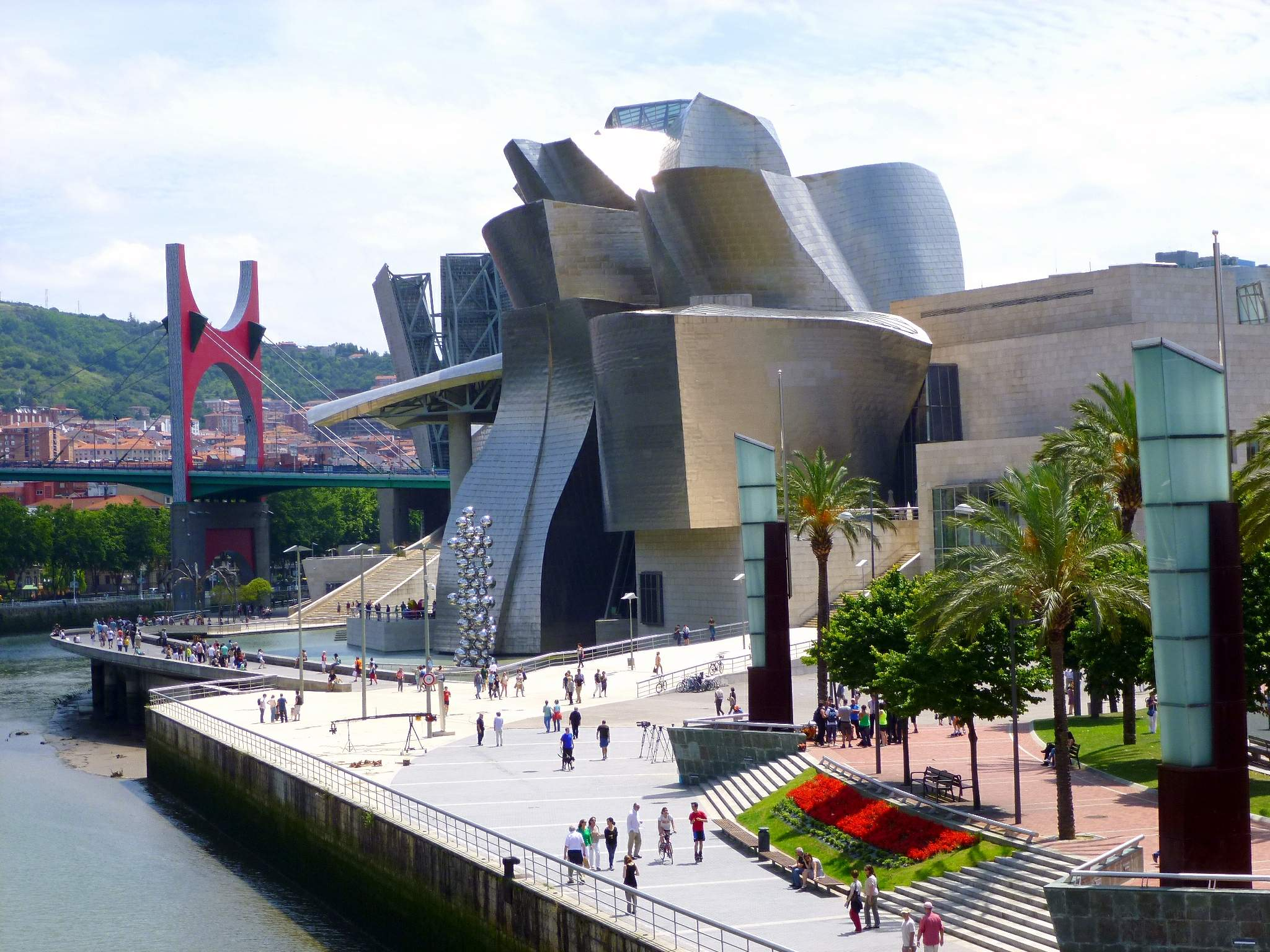
Bảo tàng Guggenheim Bilbao
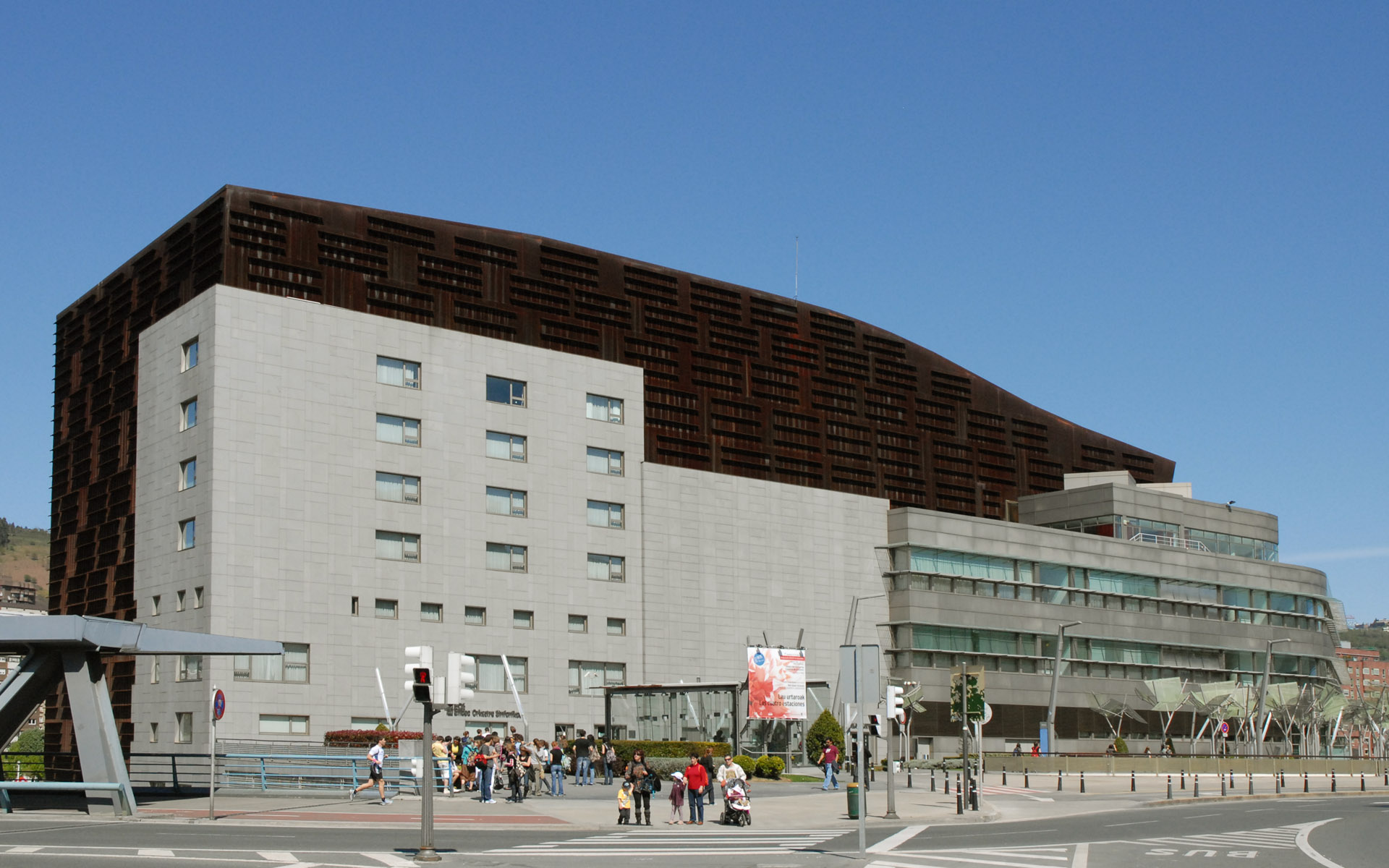
Trung tâm hội nghị và phòng hòa nhạc Euskalduna
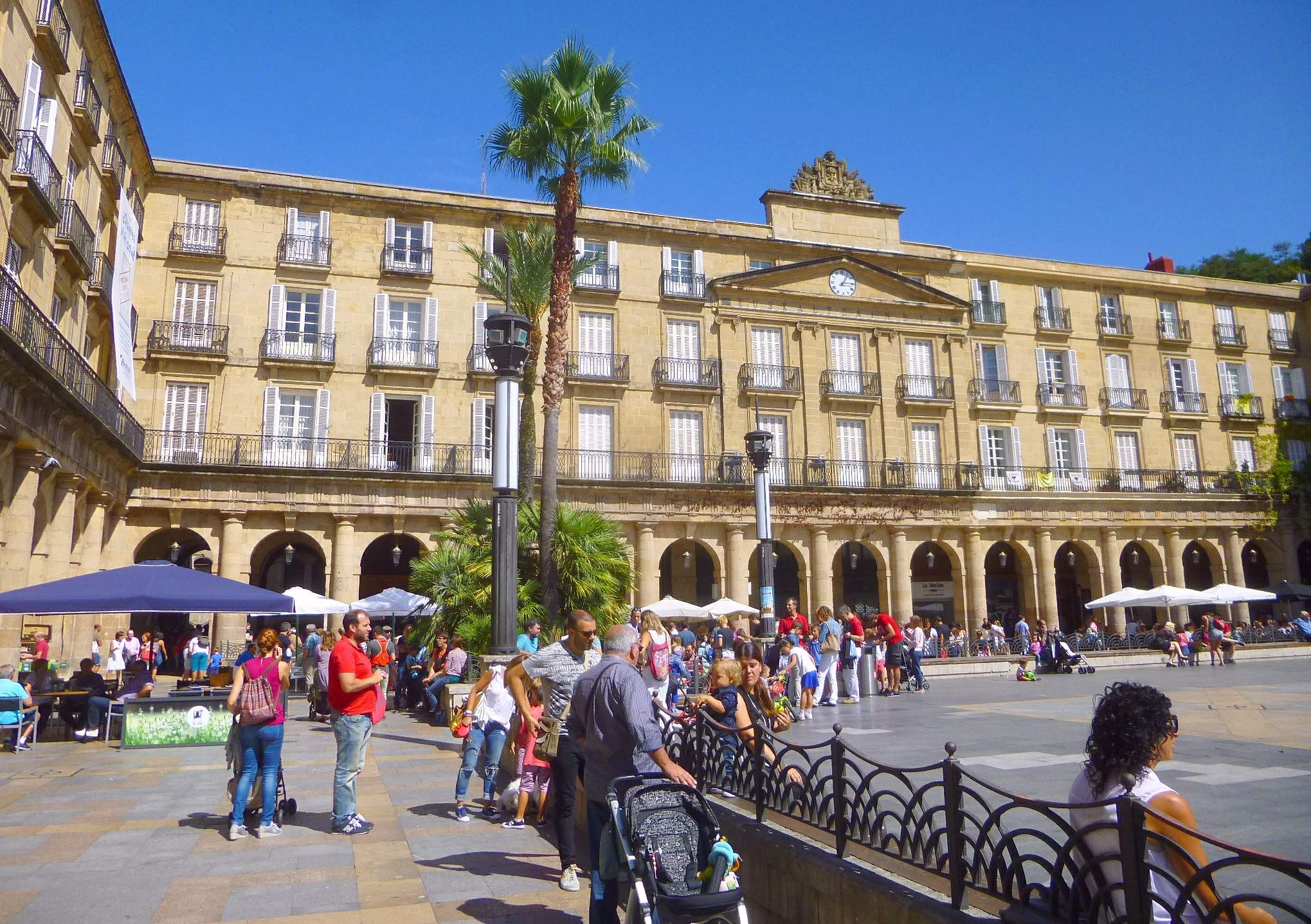
Plaza Nueva
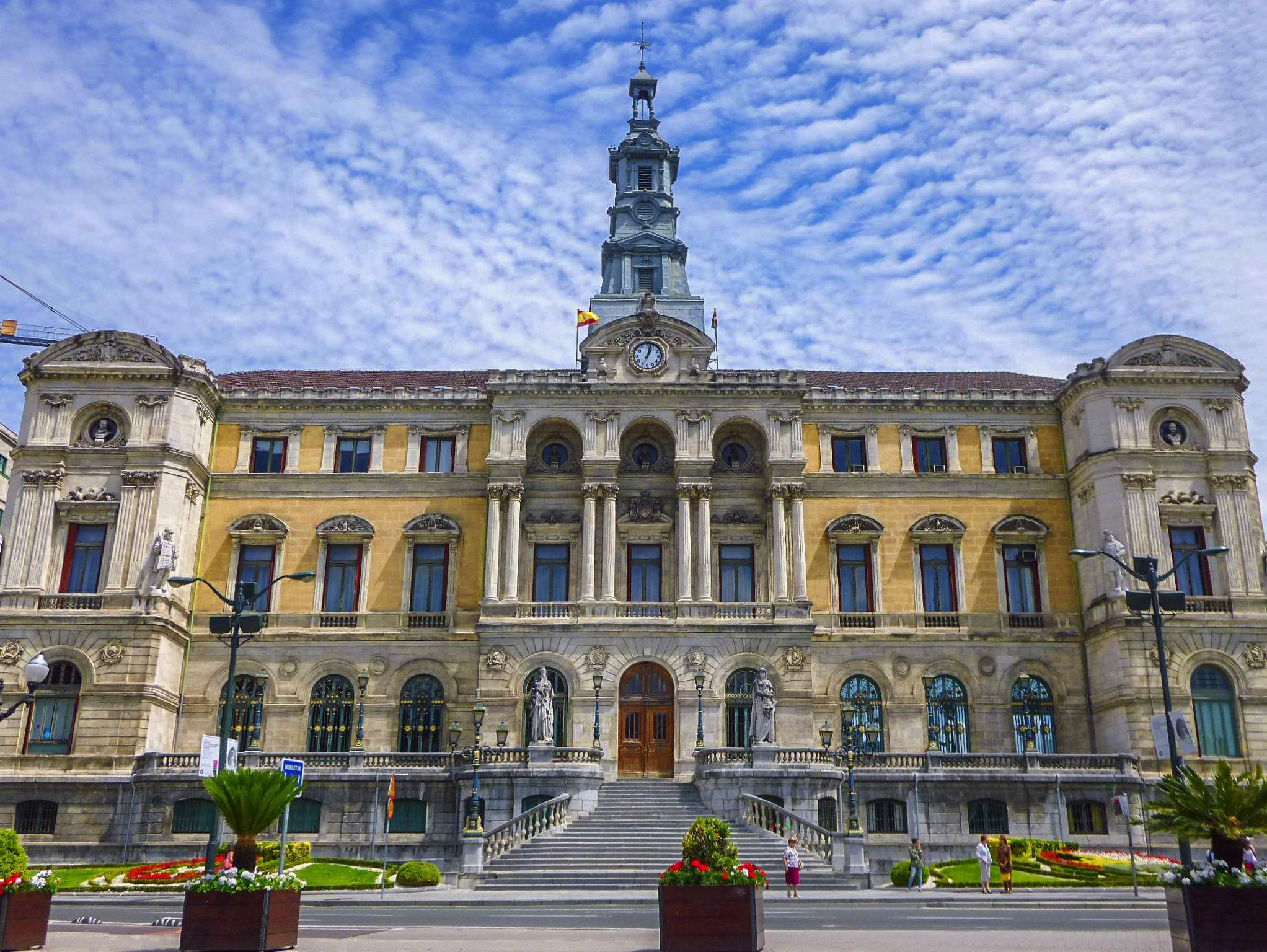
Tòa thị chính Bilbao
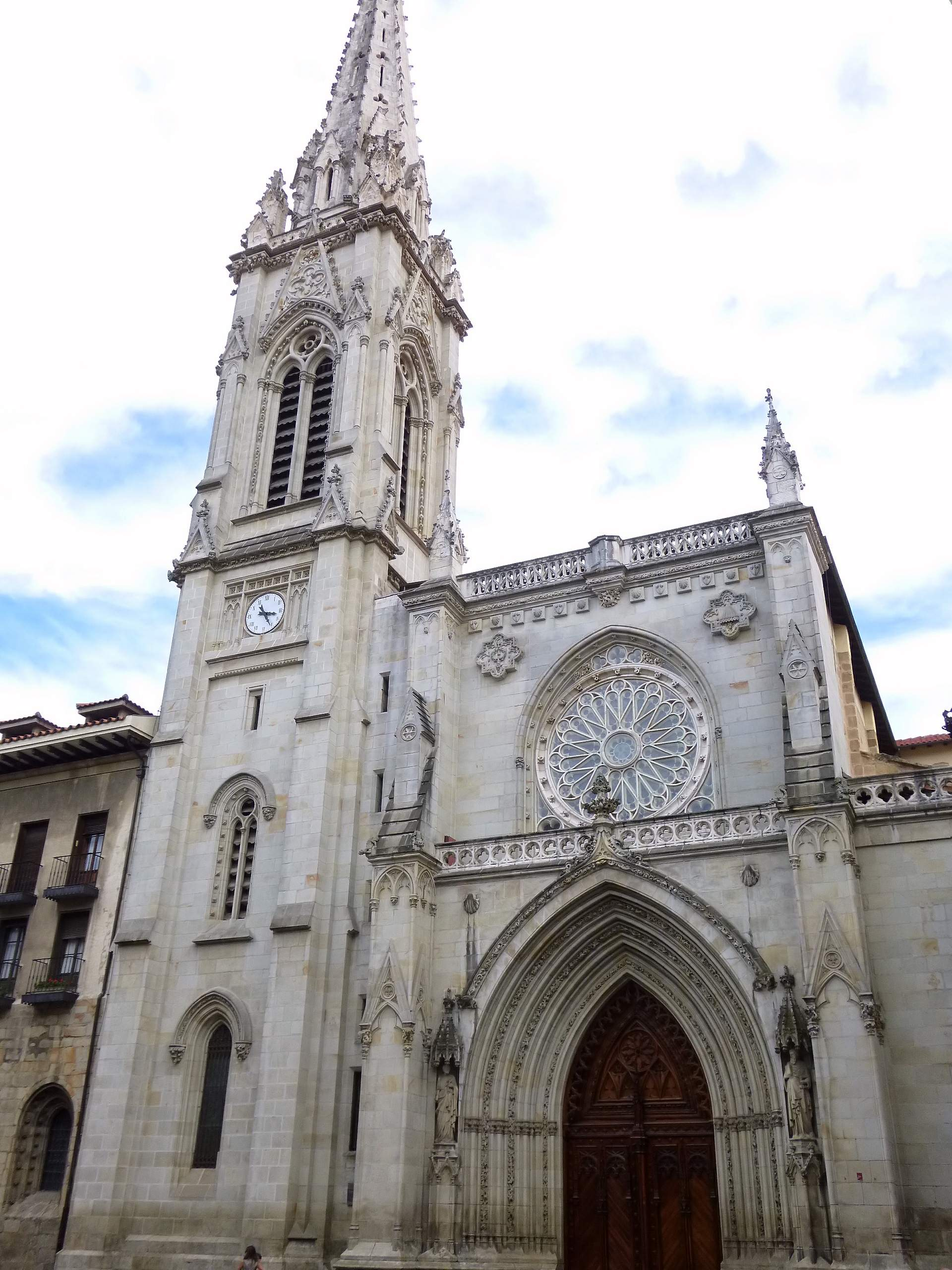
Nhà thờ Bilbao
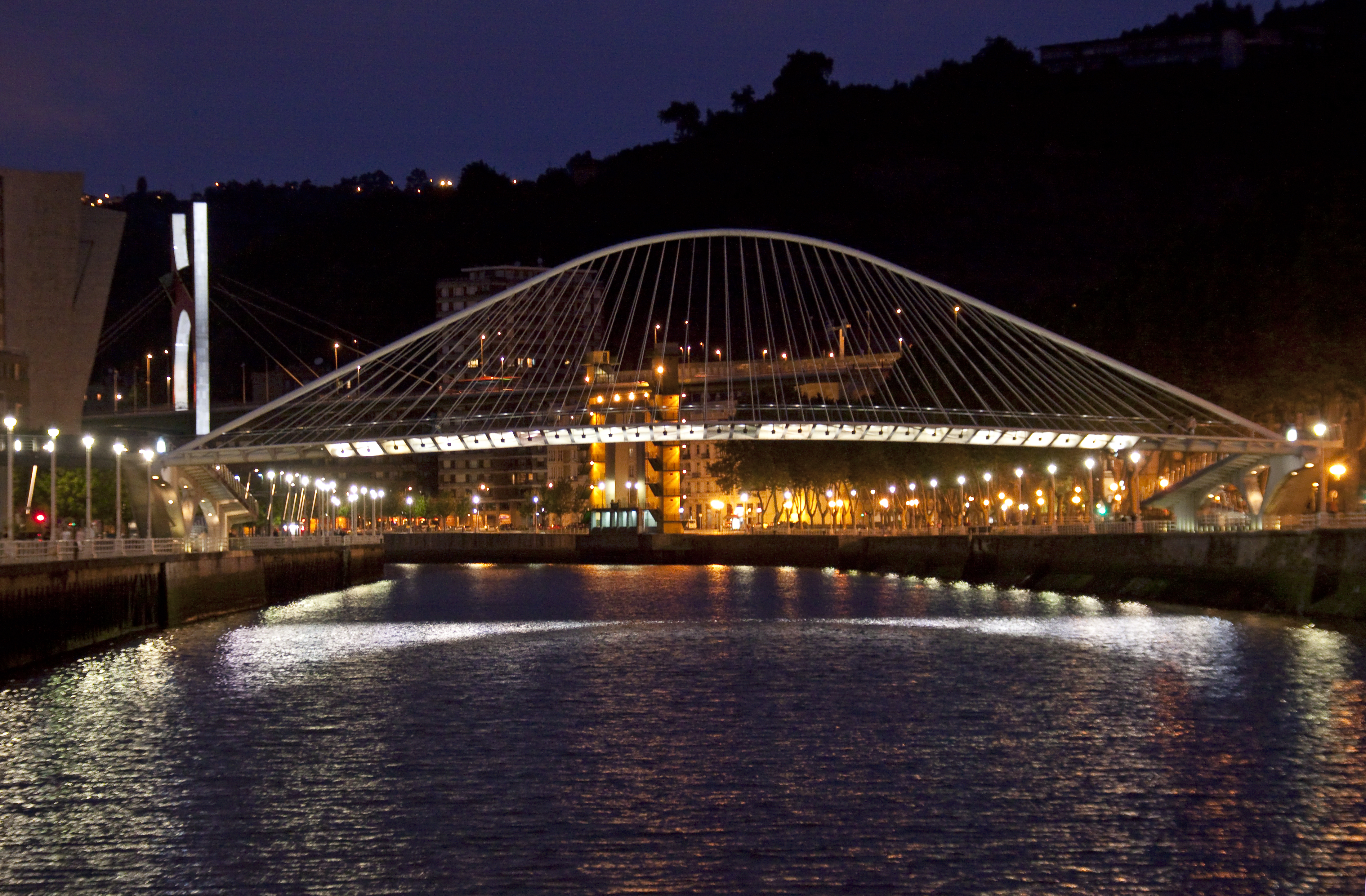
Cầu Zubizuri
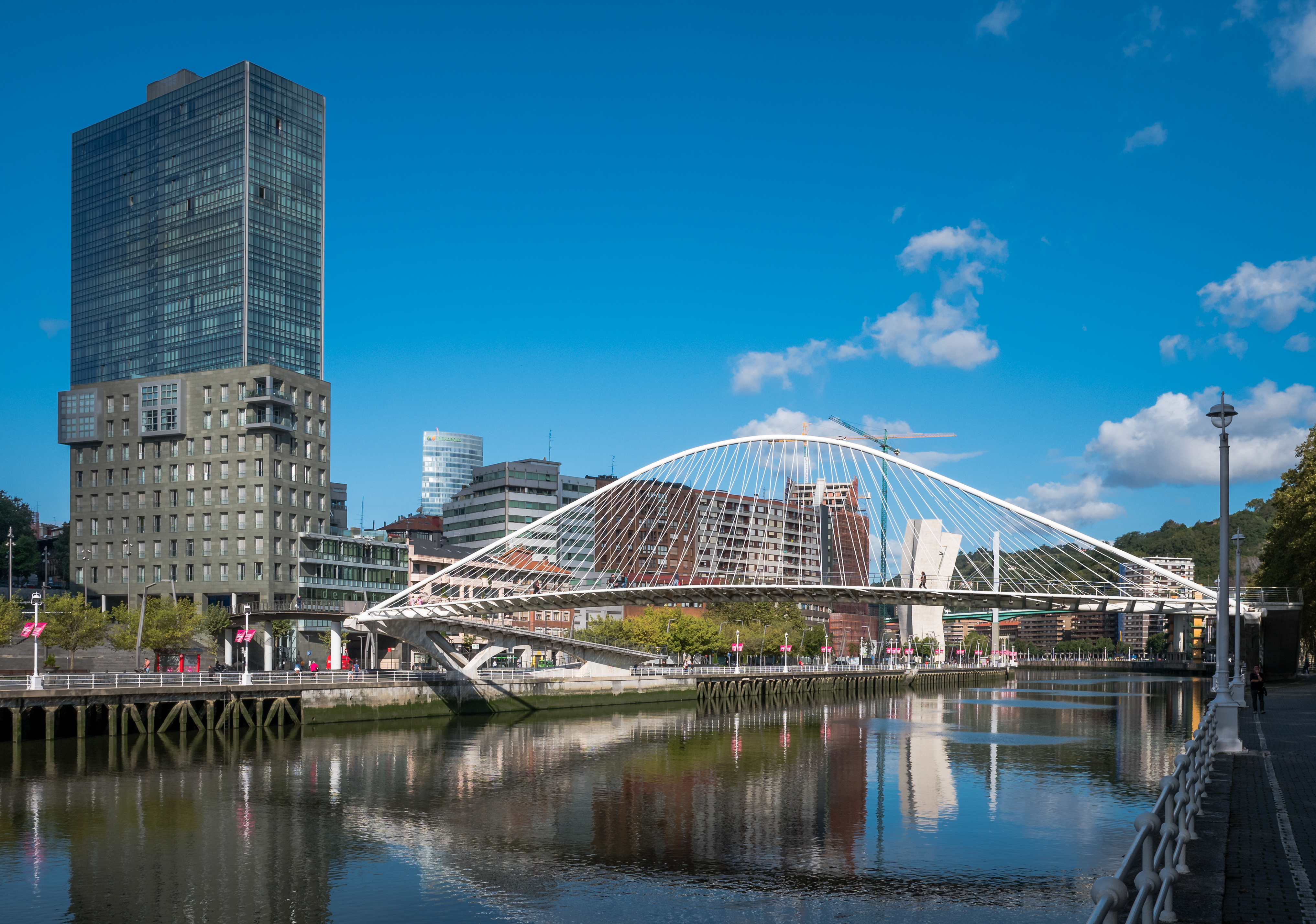
Zubizuri từ phía bên kia
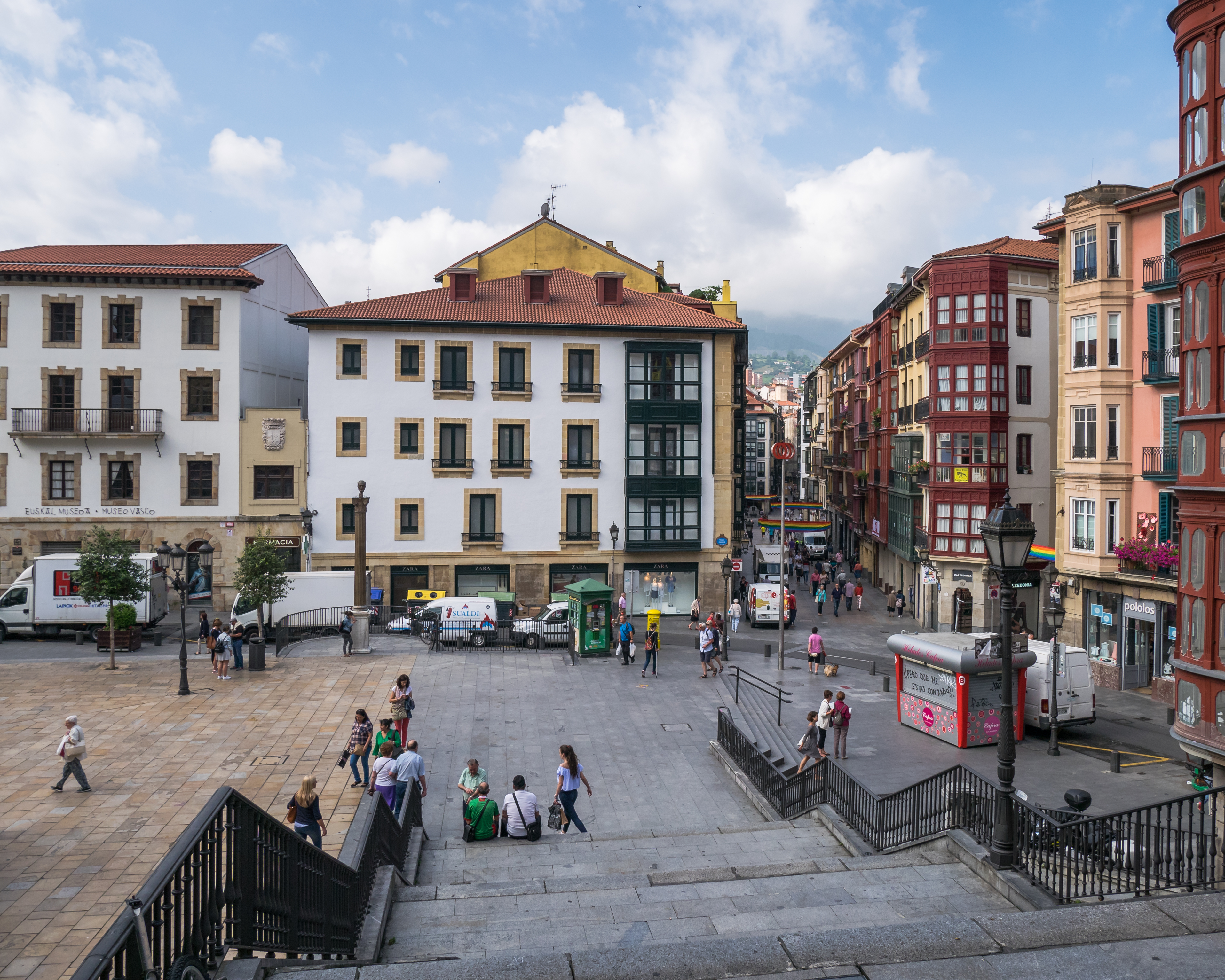
Bảo tàng Basque và Unamuno Plaza
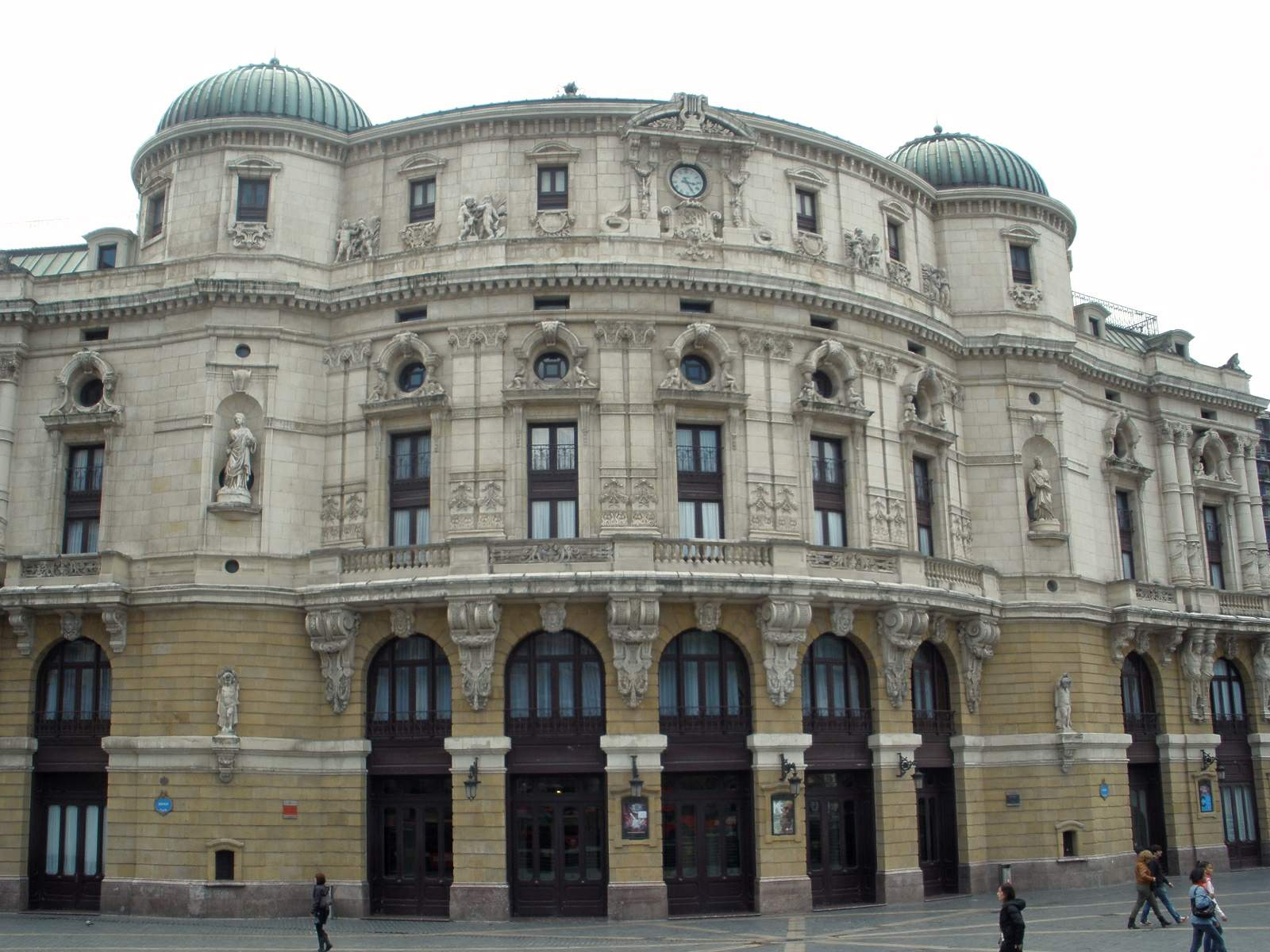
Nhà hát Arriaga
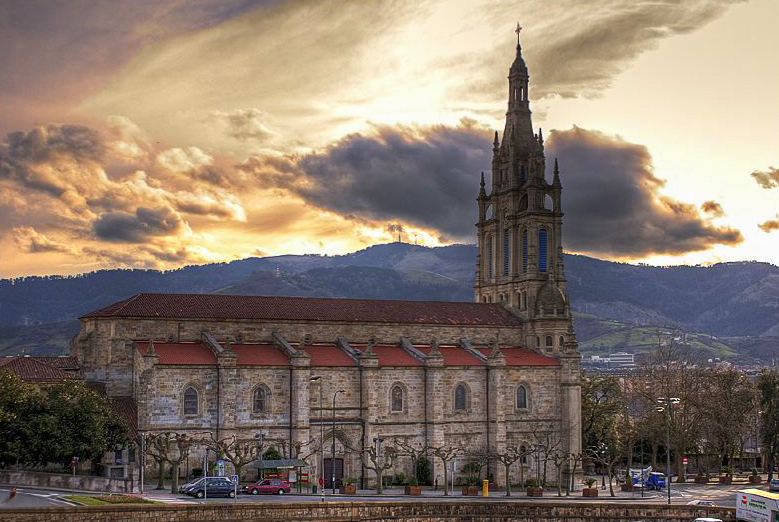
Basilica of Begoña
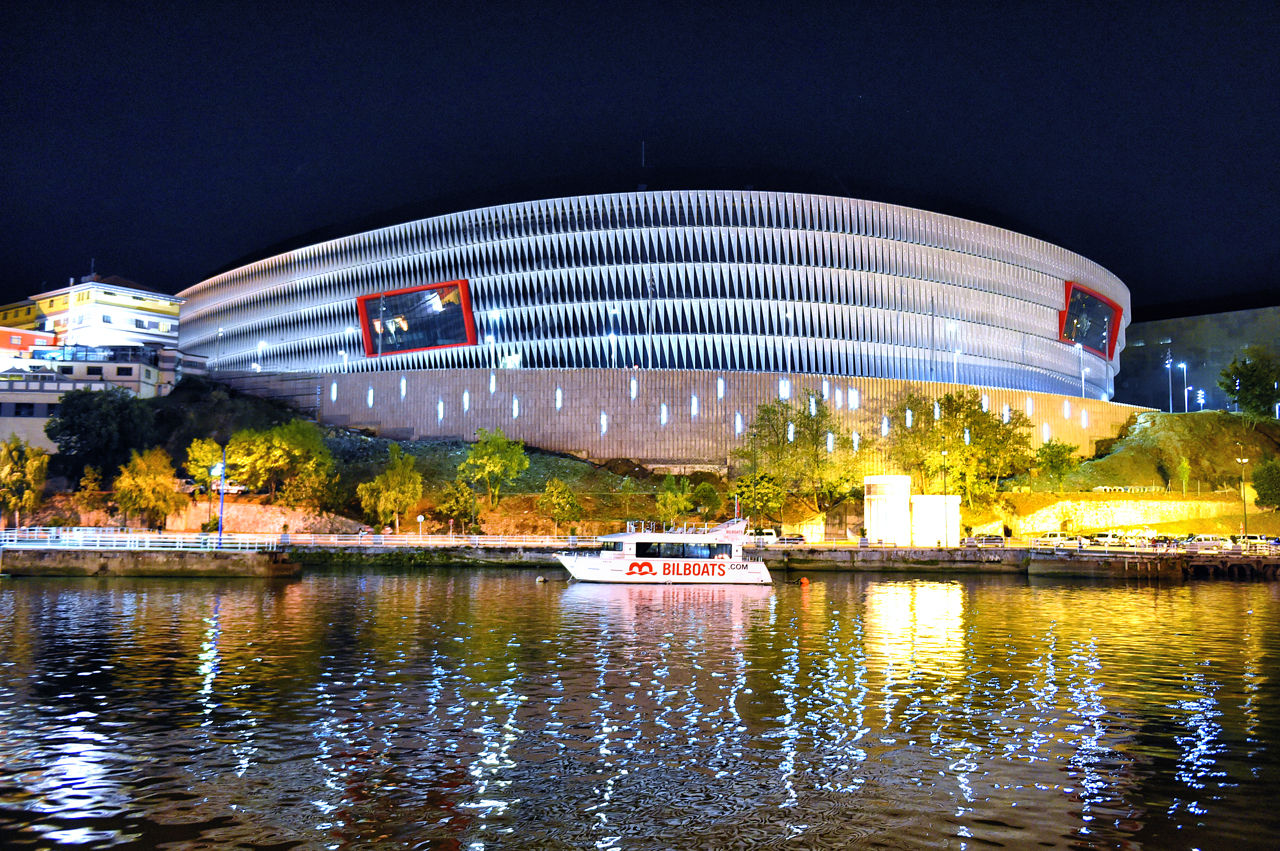
Sân vận động San Mamés
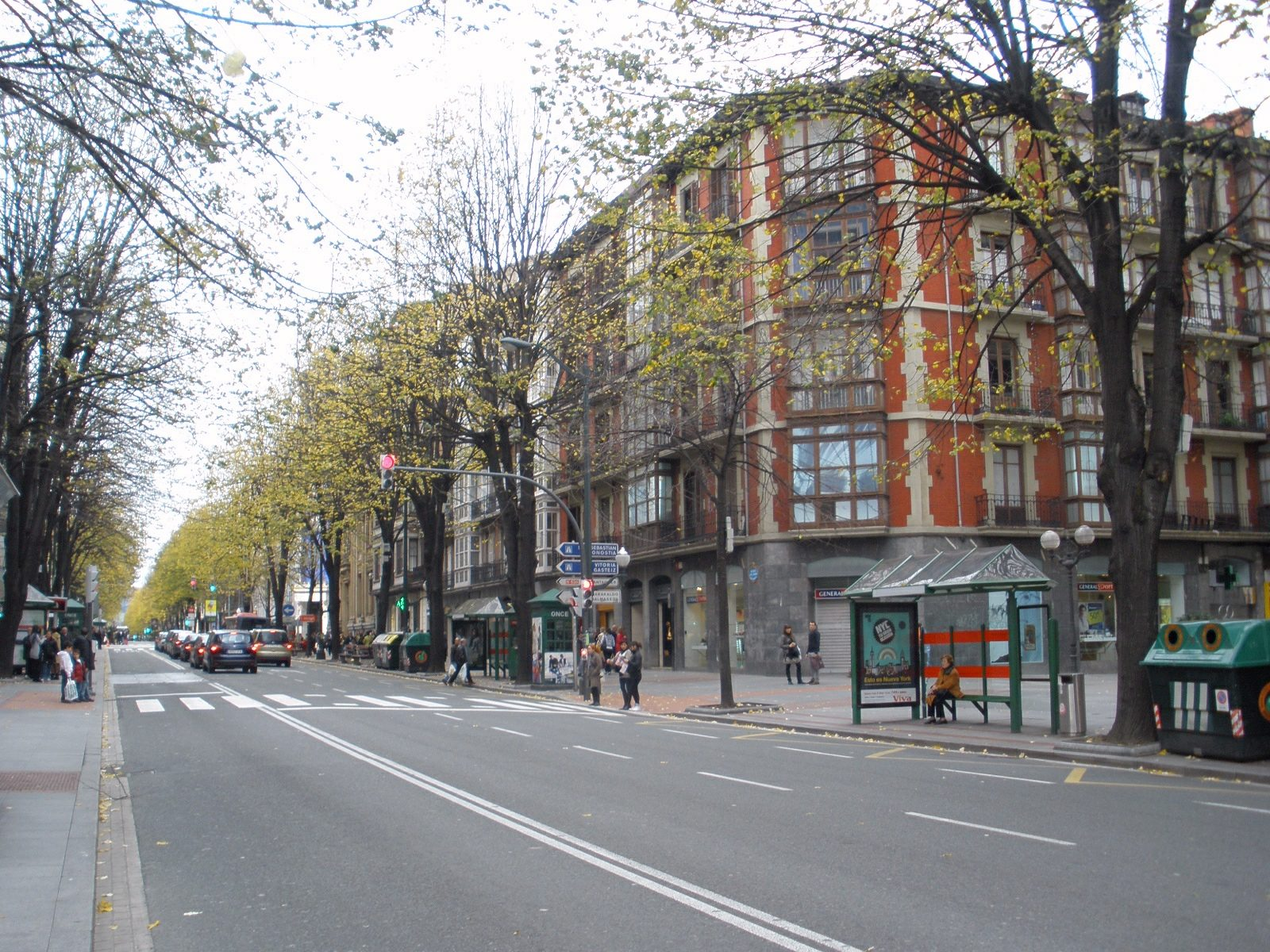
Gran Vía de Don Diego López de Haro
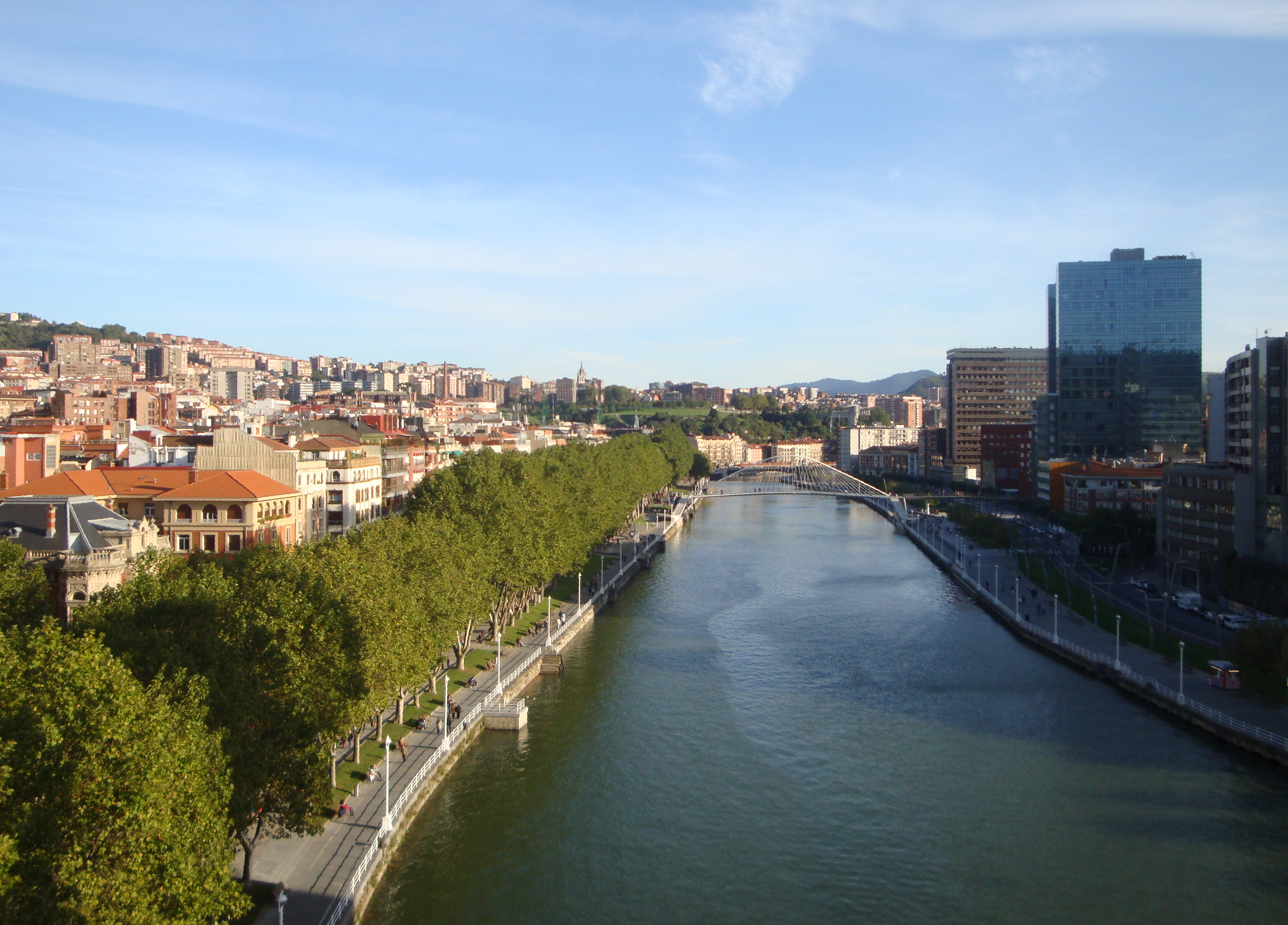
Cửa sông Bilbao
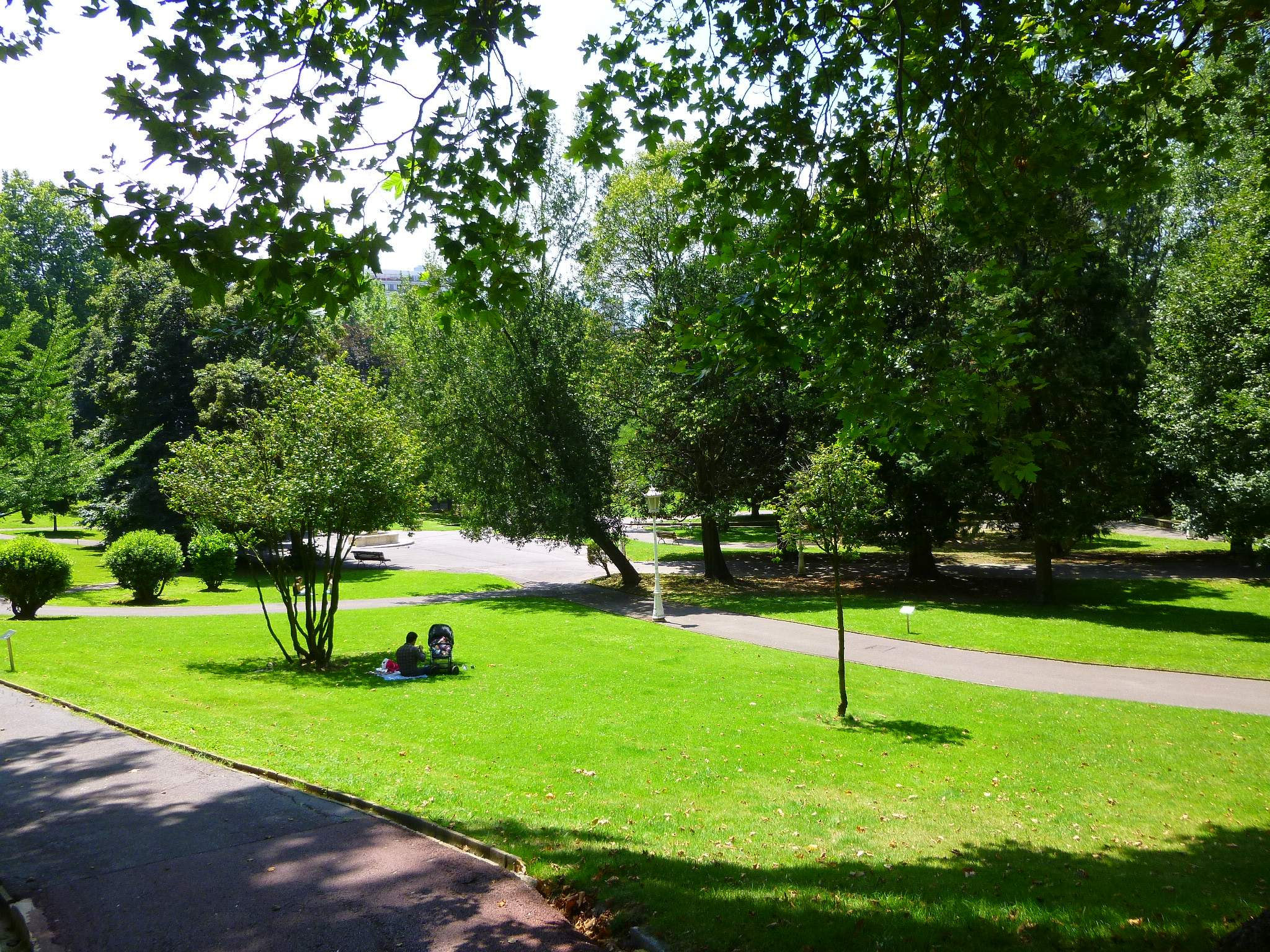
Công viên Doña Casilda Iturrizar
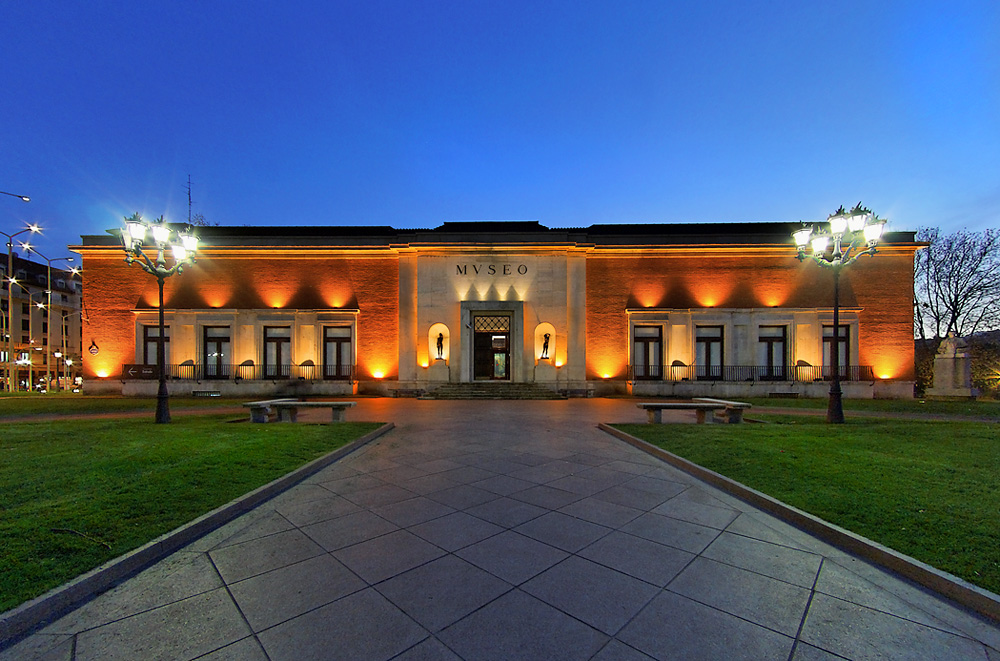
Bảo tàng mỹ thuật Bilbao
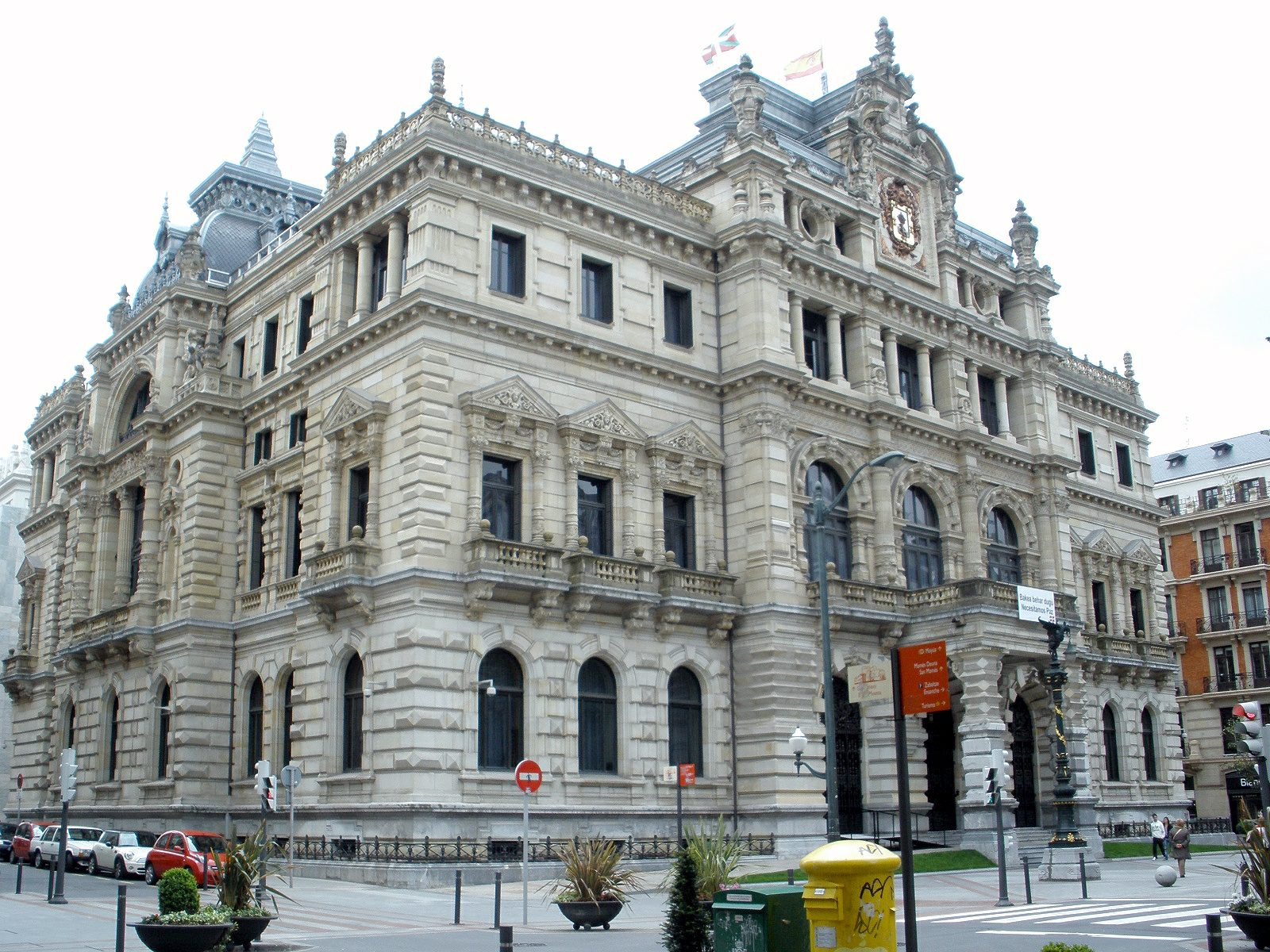
Tòa nhà chính quyền tỉnh
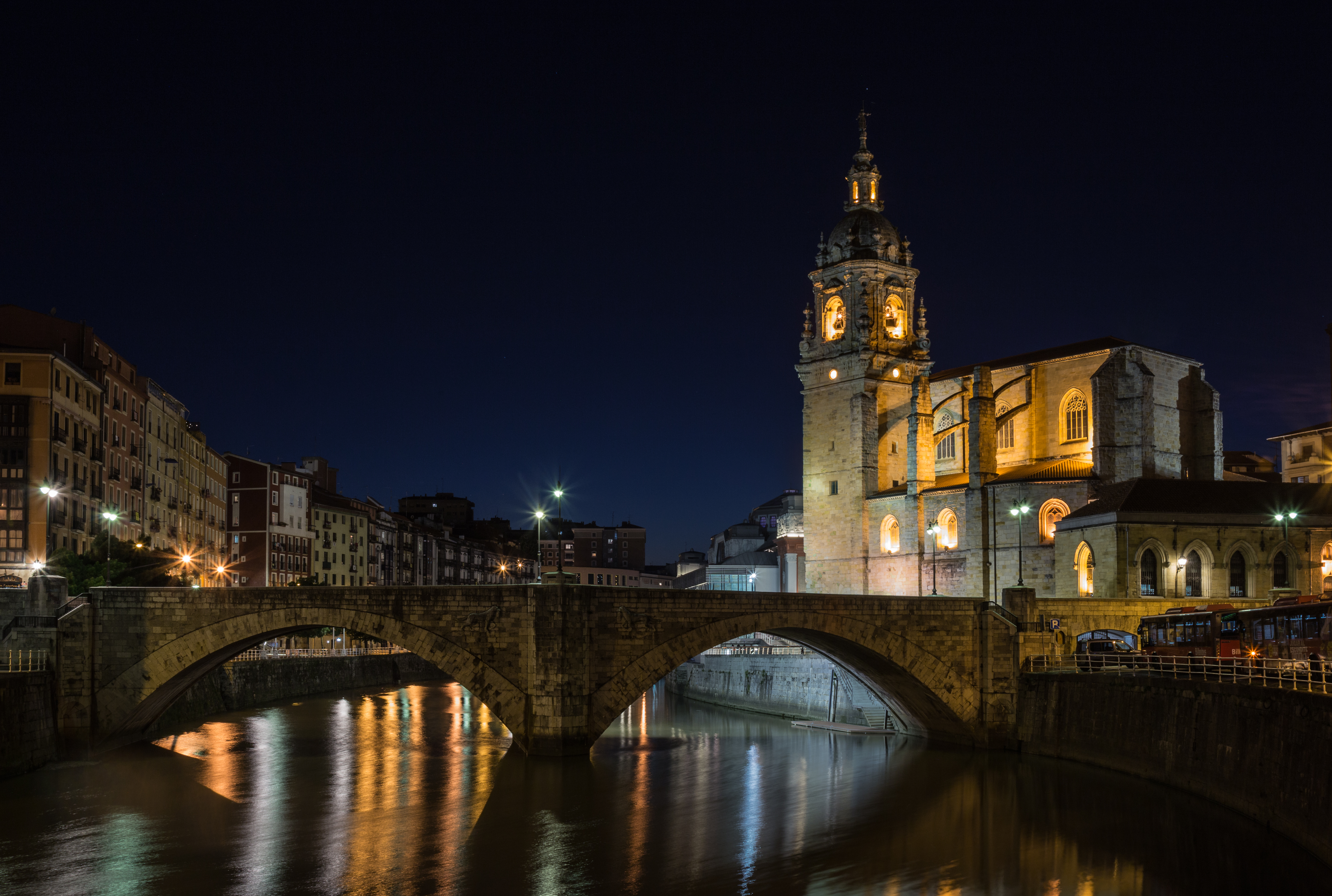
Nhà thờ San Antón và Cầu San Antón
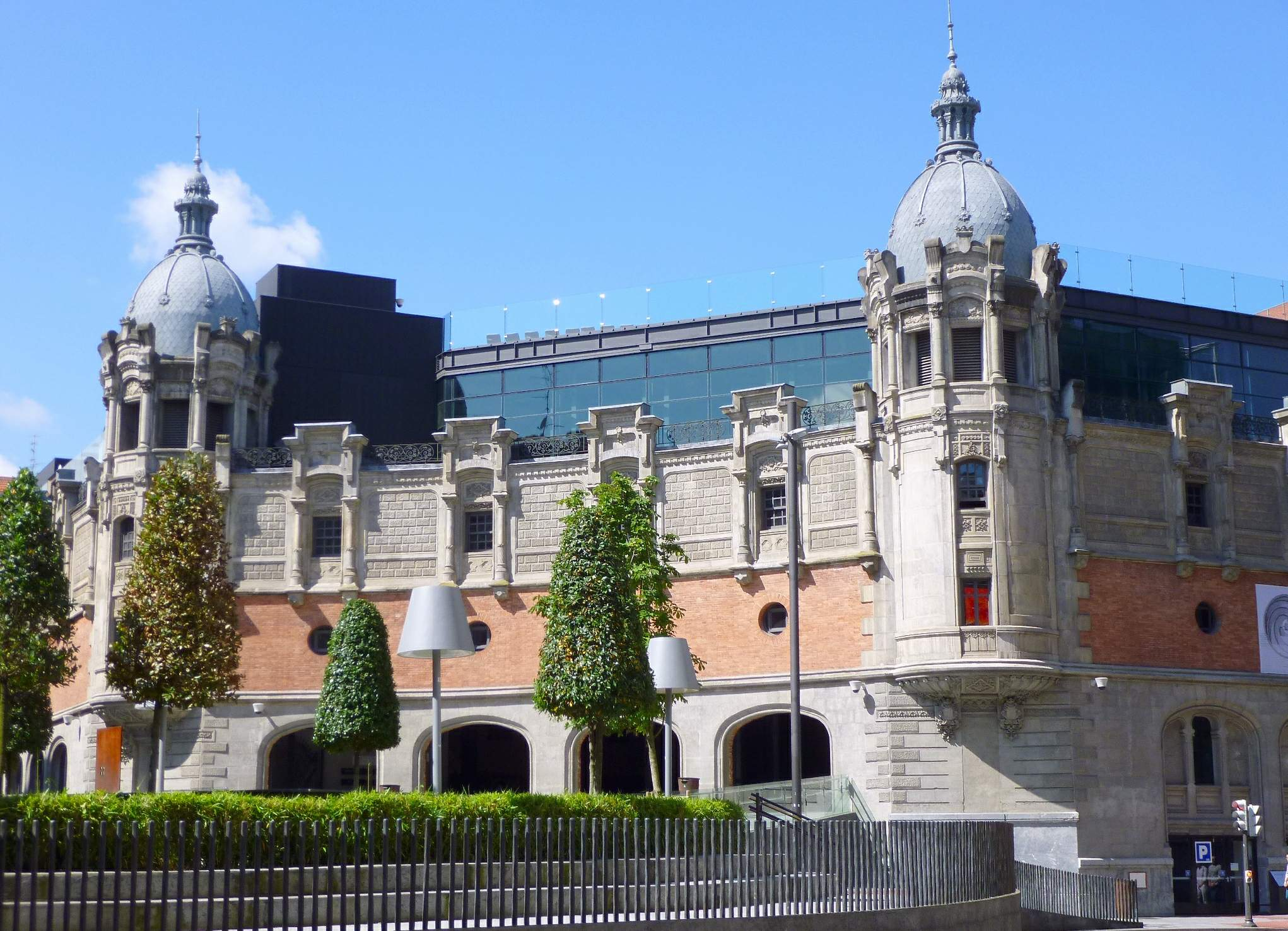
Azkuna Zentroa
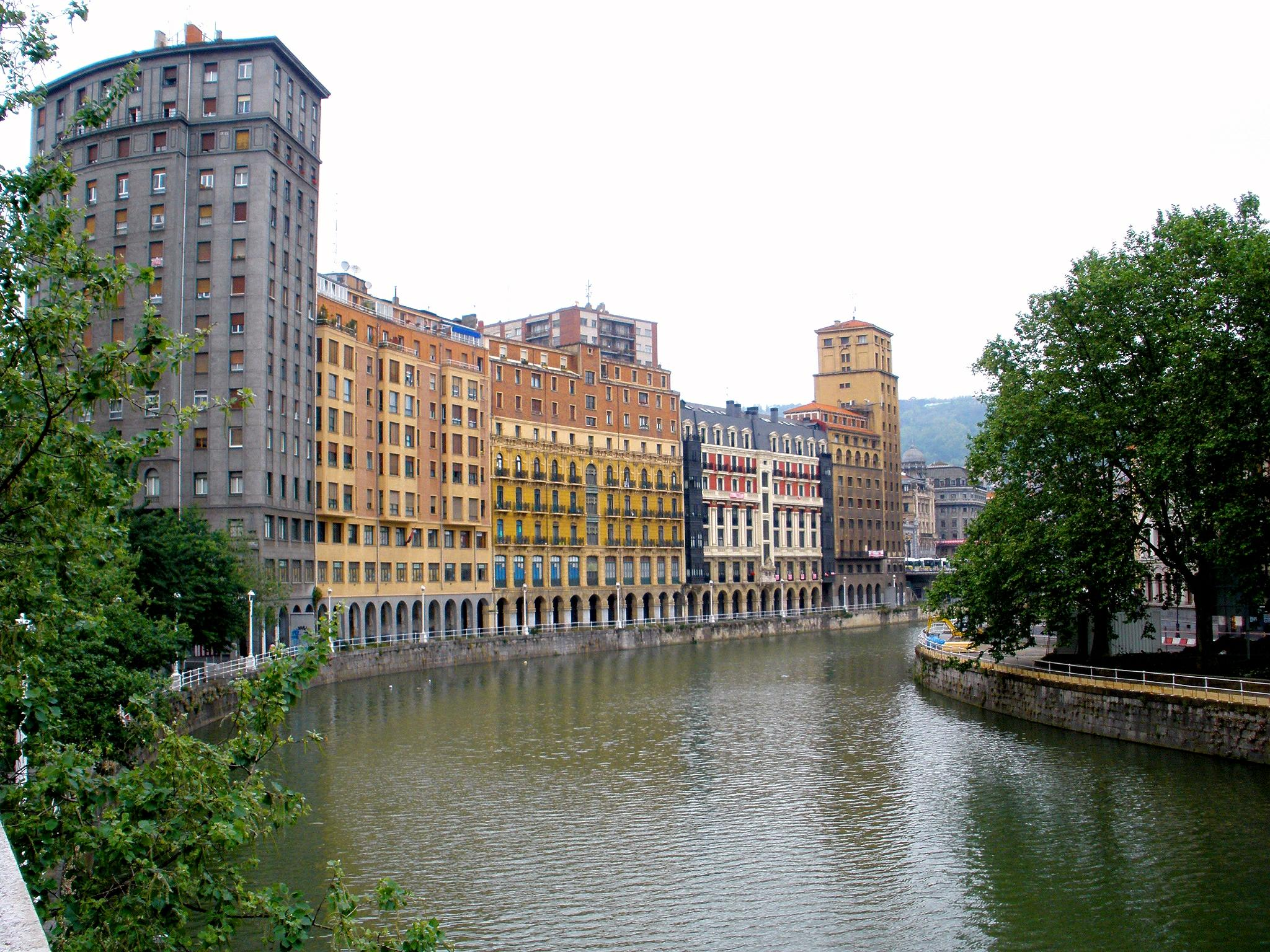
Ria de Bilbao
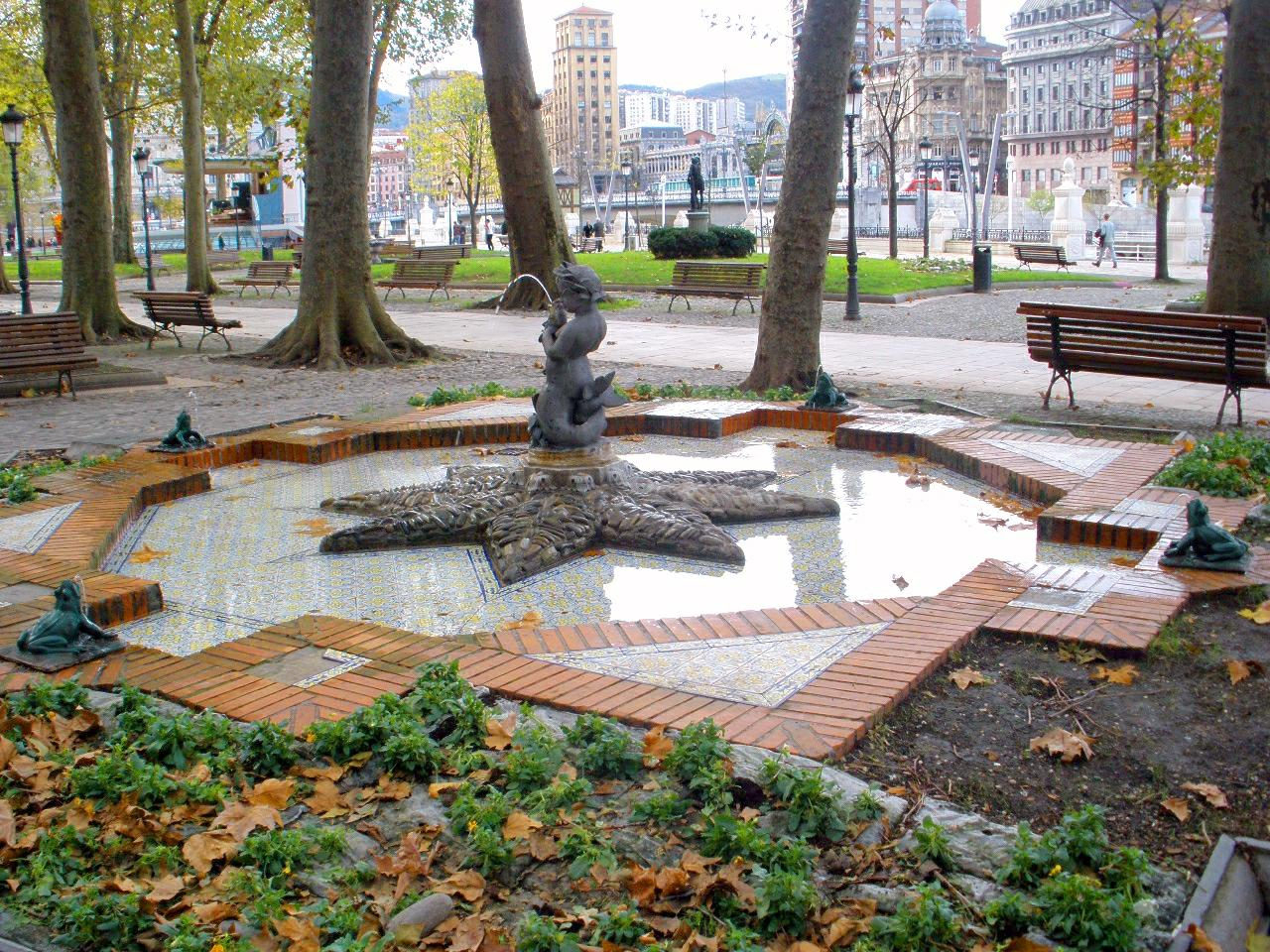
Công viên El Arenal
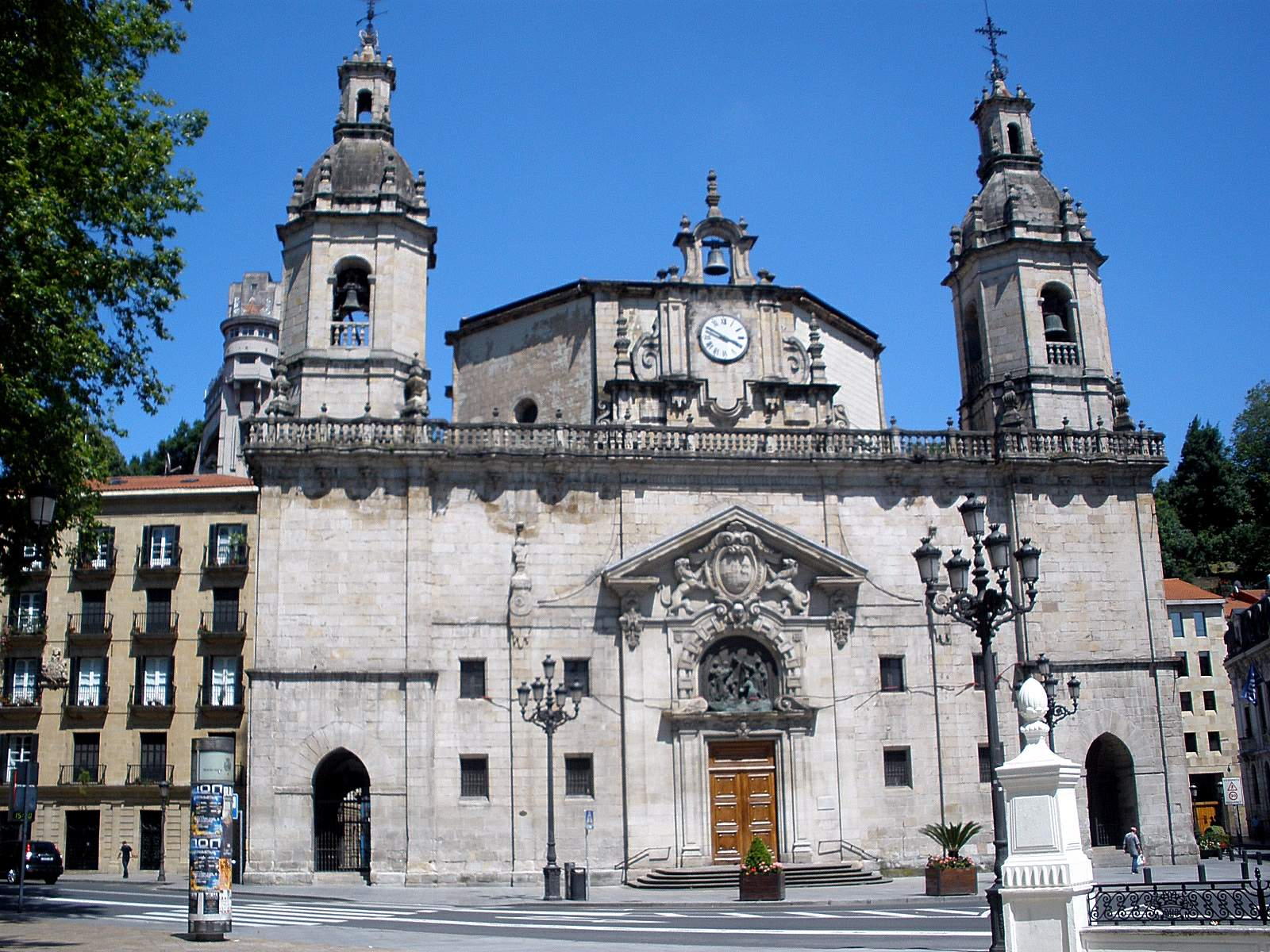
Nhà thờ San Nicolás
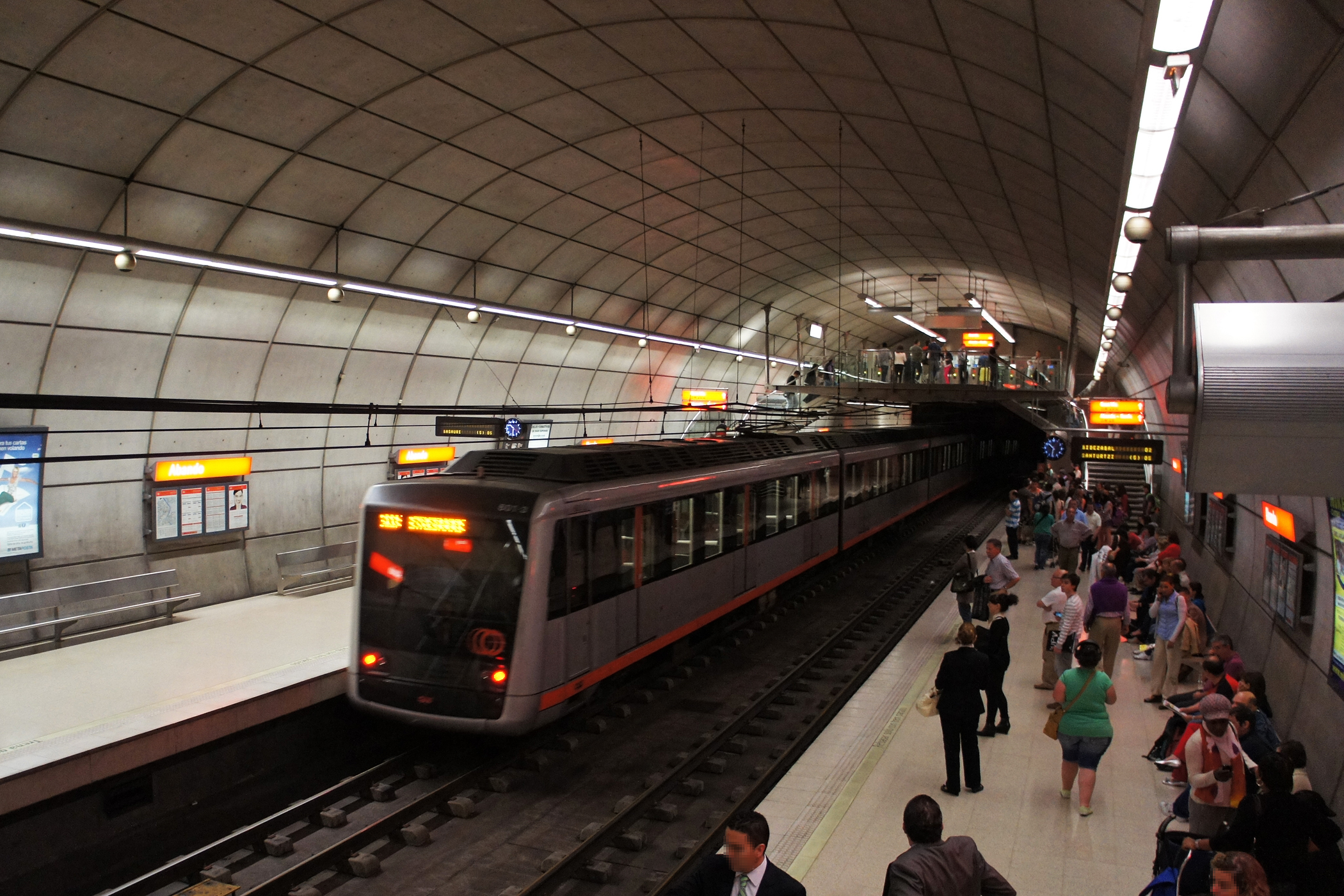
Metro Bilbao, công trình của Norman Foster
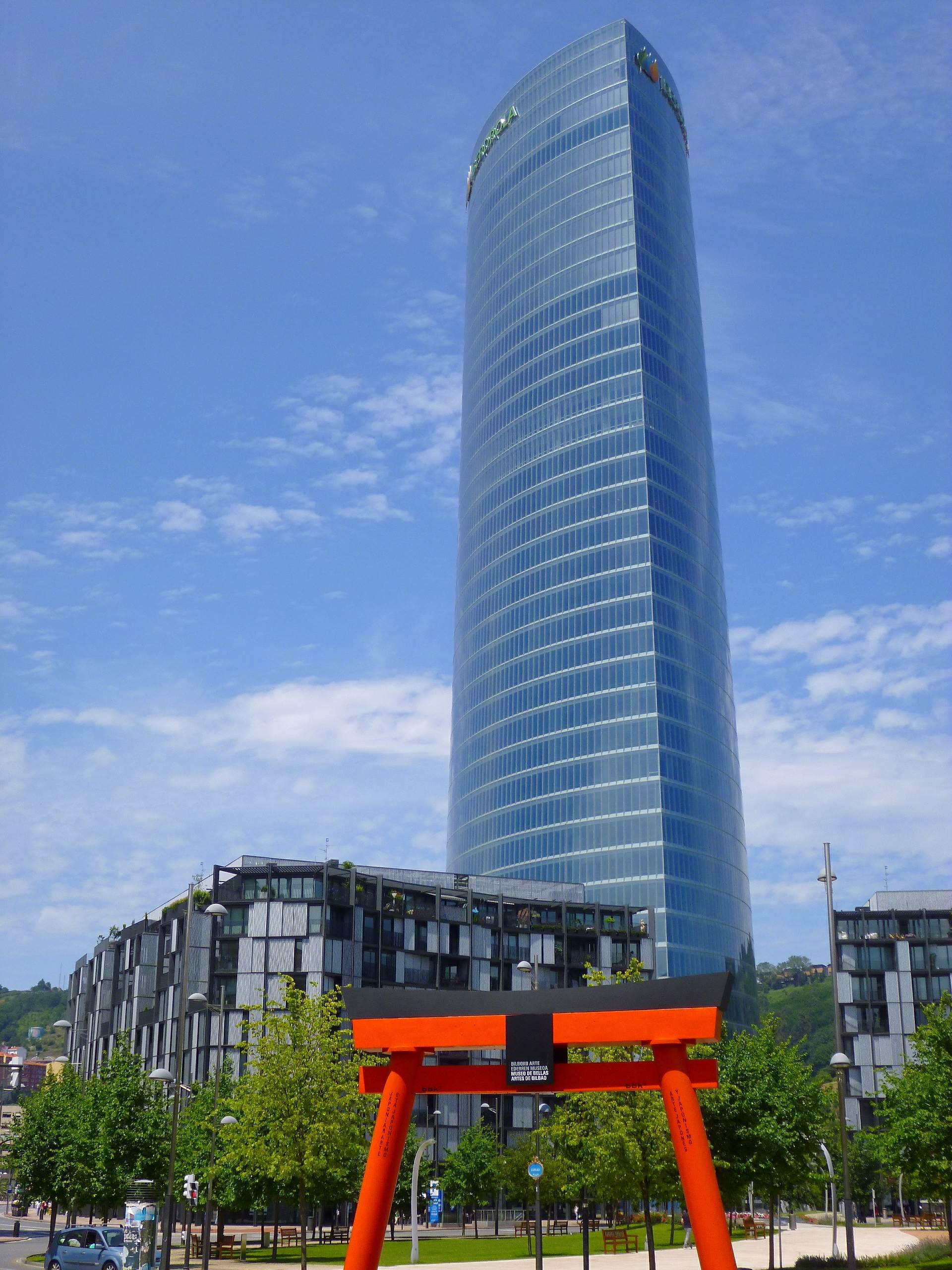
Tháp Iberdrola
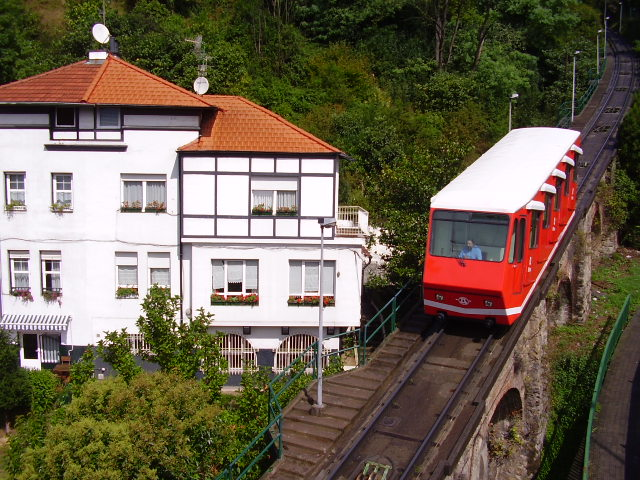
Funicular to Núi Artxanda
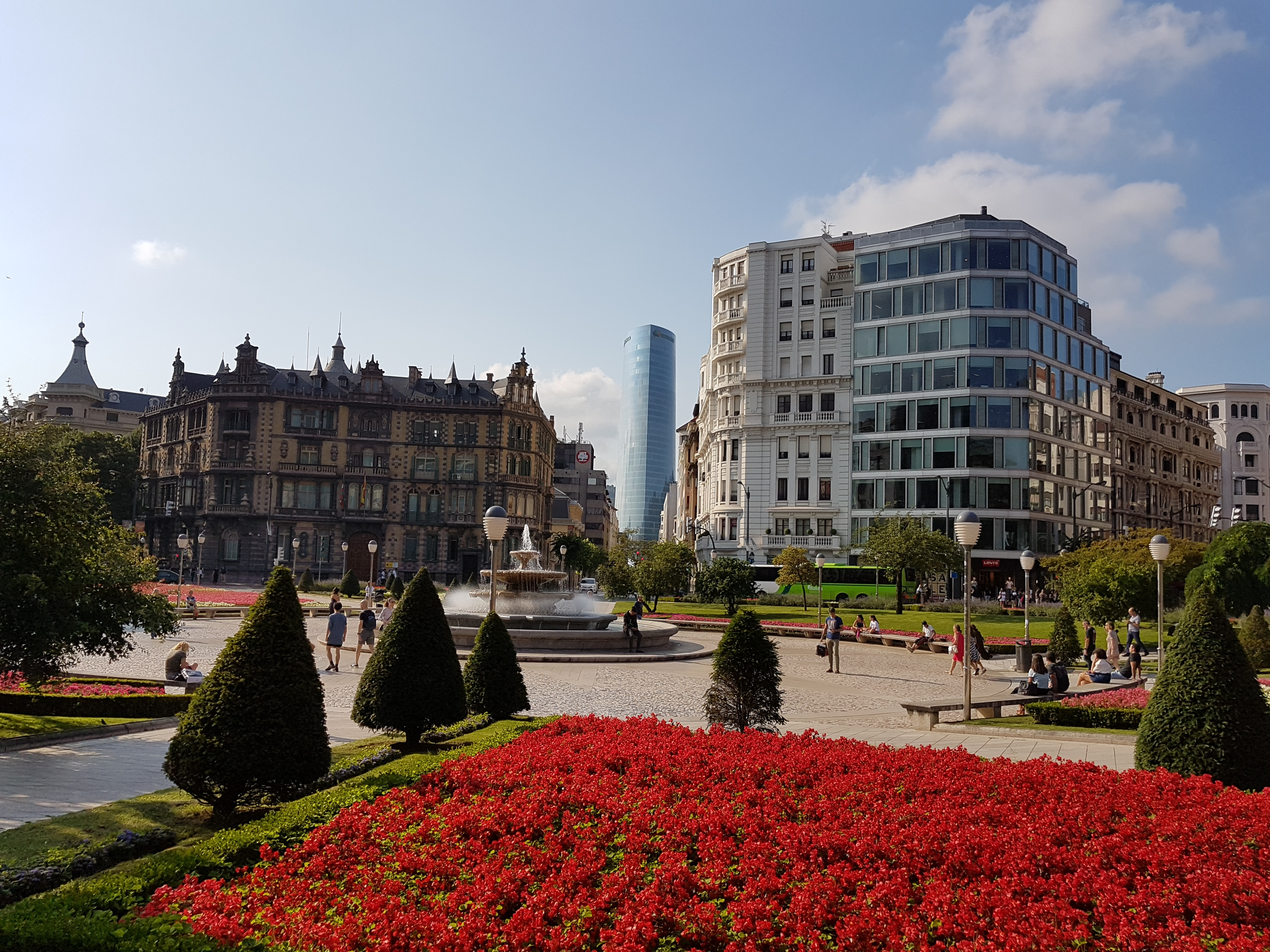
Moyua Plaza
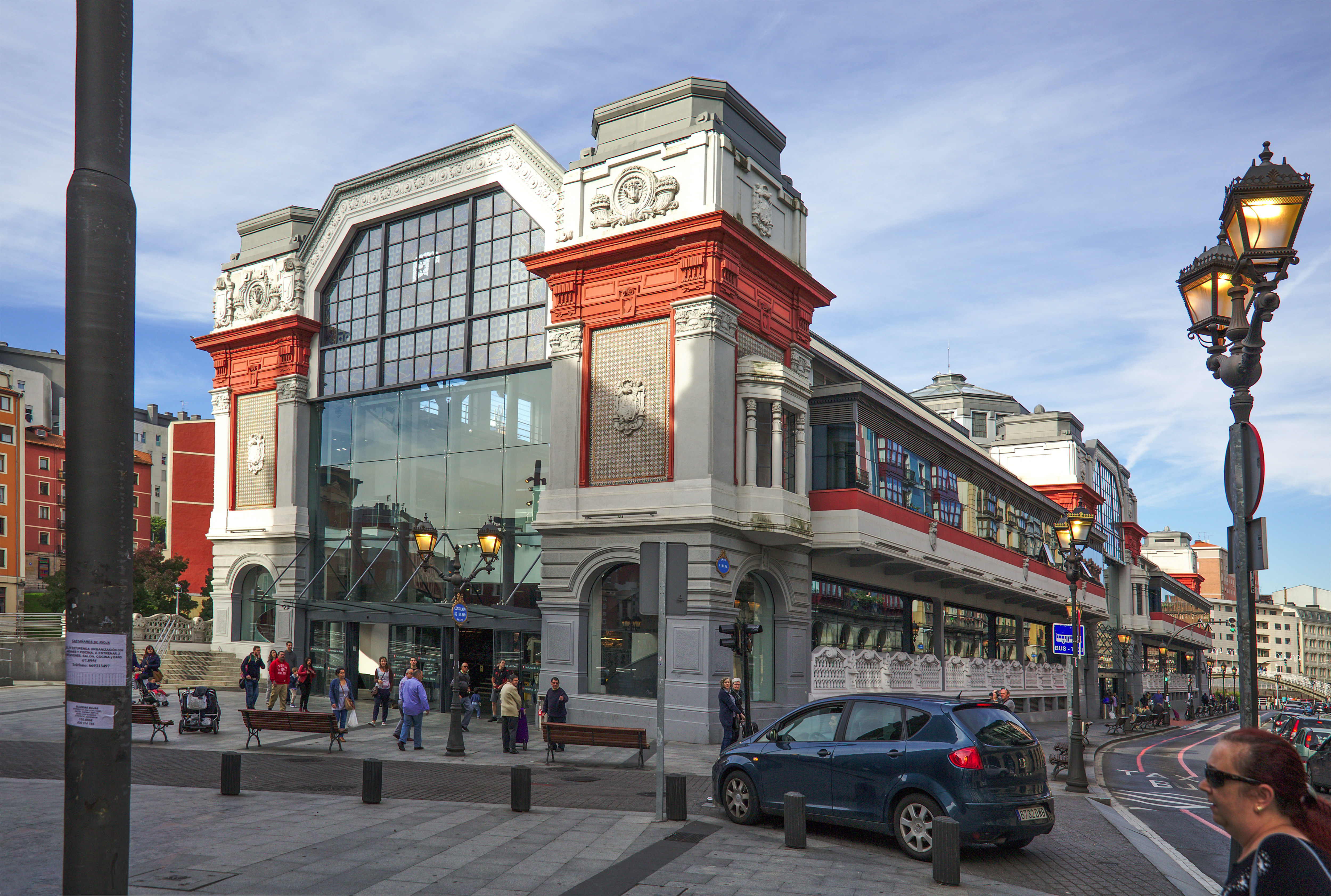
Mercado de la Ribera